# Terra Nigra

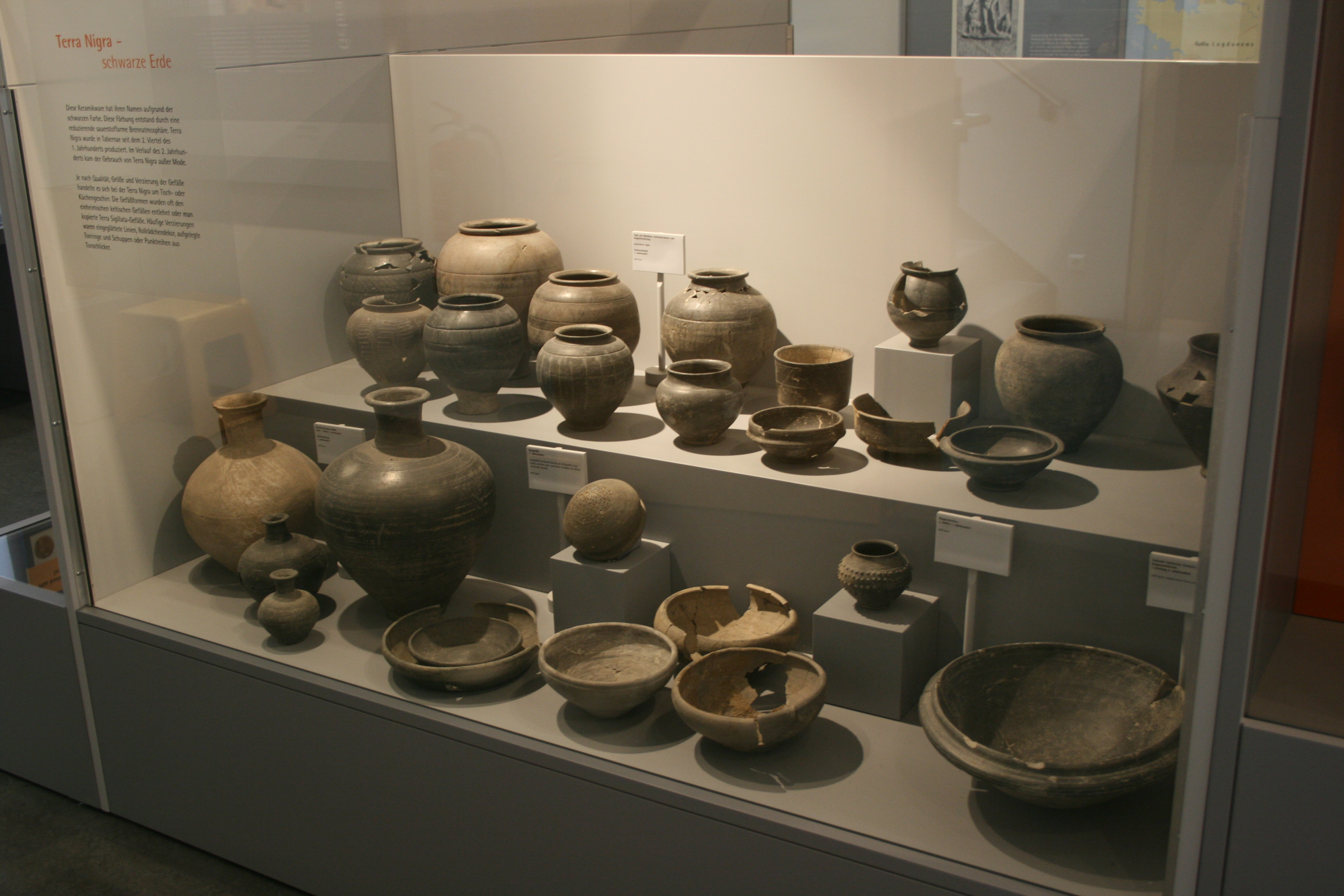
Formenspektrum Rheinzaberner Terra nigra-Gefäße im dortigen Terra-Sigillata-Museum.

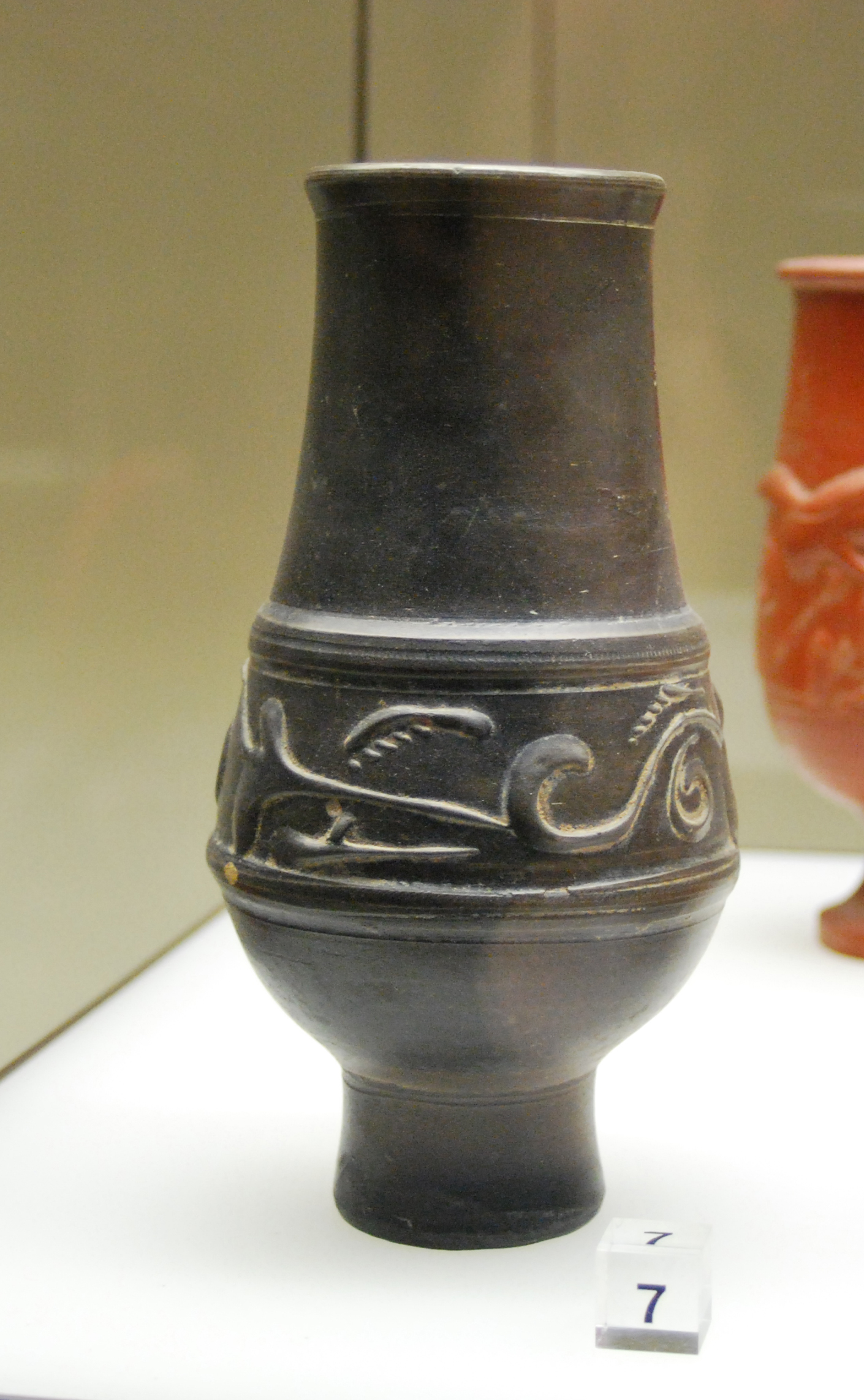
TN-Becher mit floralem Dekor. FO Köln, Luxemburgerstr.

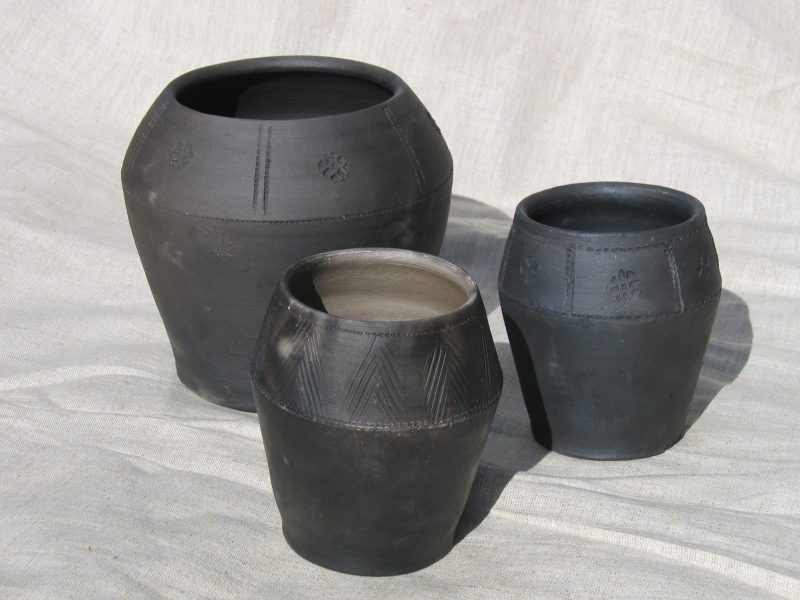
Slawische Terra Nigra (Nachbildungen)

Terra Nigra bezeichnet antike Schwarzkeramik.
In der archäologischen Keramiksystematik bezeichnet Terra Nigra eine römische Warenart aus rheinländischer Produktion der römischen Kaiserzeit, die auch als „Belgische Ware“ bezeichnet wird. Es handelt sich hierbei um scheibengedrehte Feinkeramik bzw. handgemachte Feinkeramik, die unter Integration römischer Einflüsse auf rechtsrheinischen, „germanischen“ Latène-Traditionen basiert. Der Name ist nicht historisch, sondern eine Neuschöpfung unserer Zeit.

## Technik
Vor dem Brand wurden die lederhart getrockneten Gefäße mit einer dicken, aber feinteiligen weißen Engobe überzogen, die Oberfläche danach mit einem Spachtel oder Glättstein poliert und somit veredelt. Dieser mechanischen Oberflächenbehandlung verdankt die Terra Nigra ihren intensiven Glanz. Im reduzierenden Brand (d. h. Drosselung der Sauerstoffzufuhr auf ein Mindestmaß) und möglicherweise durch Zufuhr von Rauch in den Töpferofen erzielte der Töpfer einen hellgrauen bzw. grauschwarzen Scherben und den glänzend schwarzen Überzug.
Terra-nigra-Gefäße waren häufig mit einem Linien- oder Rädchendekor versehen. Geläufig sind auch Stempelornamente in Schachbrettform und Barbotine-Verzierung.

## Datierung
Diese Warenart kommt in den Nordwest-Provinzen des Römischen Reiches vor allem in der ersten Hälfte des 1. Jahrhunderts vor und verschwindet dann allmählich aus dem Inventar. Die Terra nigra läuft im Gegensatz zur verwandten Terra rubra, die durch oxidierenden Brand einen roten Scherben aufweist und auf das frühe 1. Jahrhundert beschränkt ist, vereinzelt noch bis ins 2./3. Jahrhundert. Im 4. Jahrhundert wird die Technik vorübergehend wiederbelebt und taucht in Trier und im rheinhessischen Raum als „Nigraware“ erneut auf.